# Mariner–3
Mariner–3 az amerikai Mariner-program harmadik űrszondája, Mars-szonda, Rakétatechnikai okok miatt a küldetés sikertelen volt.

## Küldetés
A NASA 1964-ben ugyanabban az indítási ablakban állították pályára, a Mariner–3 sikertelensége miatt a Mars irányába a Mariner–4-et.  Cél a Vénusz felderítésének segítése. A gyakorlatnak megfelelően kettő műholdat építettek, ha az első meghibásodik, akkor kis csúszással a második, a tartalék veszi át a tudományos kutatási szerepet.

## Jellemzői
A Mariner űrszondákat a NASA Jet Propulsion Laboratoryumában fejlesztették, irányításával építették. Üzemeltette a NASA és a Office Space Science and Applications (OSSA) .
Megnevezései: Mariner–3; COSPAR: 1964-073A. Kódszáma: 923.
1964. november 5-én Floridából, a Cape Canaveral (KSC) Kennedy Űrközpontból, a LC–13 (LC–Launch Complex) jelű indítóállványról egy Atlas–Agena D 2L hordozórakétával emelkedett a magasba. Az Atlasz rakétafokozat kiégése után a Agena fokozat gyorsította fel az űrszondát a második kozmikus sebességre, hogy a Mars közelébe kerülhessen.

### Felépítése
Három tengelyesen, giroszkópokkal forgás-stabilizált űreszköz. Alakja nyolcszögletű hasáb, átmérője 0,9, magassága nyitott állapotban 1,8 méter. Magnézium-ötvözetből készült a ház és az műszerek többsége. Rendelkezett körsugárzó rúdantennával (2,23 méter) és parabola antennával, melynek átmérője 1 méter. Energia biztosítása érdekében a hasáb oldalaihoz (tetejére) 4 napelemtáblát szereltek (7 négyzetméter felületen 28 224 szilícium sejt). A napelemek fesztávja 5,79 méter, napirányba állíthatók. Éjszakai (földárnyék) energiaellátását ezüst-cink akkumulátorok biztosították (1200 Wh). Az űregység teljes tömege 260, a műszercsomag súlya 30 kg. Stabilitásának beállítását hideg gázfúvókák segítették. A pályakorrekciókat 10 darab, 210 atmoszféra nyomású, hidrazinnal működő fúvókák biztosították.

### Programja
A hordozórakéta leválása után azonnal üzembe helyezték a szondát. Menet közben különböző méréseket végzett, melyeket magnóra rögzített, vételi időben (kapcsolat aktivizálása) lejátszotta.

### Műszerezettsége
- televíziós kamera.
- spektrális reflektométer – a bolygó felületi hőmérsékletének mérésére,
- magnetométer – a mágneses mező mérésére,
- ionizáló sugárzás mérése,
- szoláris plazma érzékelő – menet közben mérve a plazma rétegeket, áramlatokat, részecskéket,
- mikrometeoritok energiájának meghatározása repülés közben,

## Kapcsolódó oldalak
- Mars-kutatás

## Külső hivatkozások
- Mariner–3. lib.cas.cz. [2013. október 13-i dátummal az eredetiből archiválva]. (Hozzáférés: 2014. február 20.)
- Mariner-program. astronautix.com. (Hozzáférés: 2014. február 20.)
- Mariner–3. nasa.gov. [2014. február 25-i dátummal az eredetiből archiválva]. (Hozzáférés: 2014. február 21.)

| Elődje: Mariner–2 | Mariner-program 1962–1973 | Utódja: Mariner–4 |